# Zdeněk Kolář
Zdeněk Kolář (* 9. října 1996 Bystřice nad Pernštejnem) je český profesionální tenista, účastník turnajů ATP a ITF ve dvouhře i ve čtyřhře, který na okruh ATP vstoupil v roce 2013. Hraje pravou rukou. Trénuje ho otec, Zdeněk Kolář senior.
Na žebříčku ATP byl ve dvouhře nejvýše klasifikován 13. června 2022 na 111. místě a ve čtyřhře k témuž datu také na 111. pozici. Čtyřhru hrál v páru s Jonášem Forejtkem, Romanem Jebavým, Michaelem Vrbenským, příležitostně s několika dalšími zahraničními hráči (Julien Cagnina, Andrej Golubjev, Laurynas Grigelis, Harri Heliovaara, Marc-Andrea Huesler, Martin Kližan, Andrea Vavassori, aj.).

## Tenisová kariéra
Na okruhu ATP World Tour dosud nezískal žádný titul ve dvouhře. Dosud největších úspěchů dosáhl pěti tituly ve dvouhře a šestnácti tituly ve čtyřhře na challengerech ATP. Mezi českými tenisty v posledních tčech letech ve dvouhře klesl ze třetího na sedmé místo a ve čtyřhře z druhého místa na desáté. Z výše postavených hráčů dokázal porazit Lukáše Rosola, Malka Jaziriho nebo Arthura De Greefa.
V rumunském Iaşi vyhrál dne 18. července 2021 ve finále ATP challengeru ve dvouhře nad Francouzem Hugem Gastonem, postaveném na 155. místě žebříčku, ve třech setech. Bodový zisk vynesl Koláře na 179. příčku světového žebříčku dvouhry.
V San Marinu vyhrál 14. srpna 2021 ATP challenger ve čtyřhře se spoluhráčem Luisem Davidem Martínezem z Venezuely nad brazilským párem Rafael Matos a Joao Menezes poměrem 1–6, 6–3, 10–3, čímž se v žebříčku ATP 16. srpna posunul na 114. příčku a dosáhl kariérního maxima ve čtyřhře.
Ve Štětíně vyhrál dne 19. září 2021 ATP challenger Pekao Szczecin Open ve dvouhře nad Polákem Kamilem Majchrzakem poměrem 7–6, 7–5, a tím se posunul na 149. příčku světového žebříčku dvouhry.
Ve 3. kole kvalifikace mužské dvouhry ve Wimbledonu 2022 podlehl po tří a půlhodinové bitvě ve čtyřech setech Andreovi Vavassorimu z Itálie, postoupil do 1. kola turnaje jako šťastný poražený. Stalo se tak poprvé v jeho kariéře, protože v letech 2018 a 2021 skončil již ve 2. kole kvalifikace. 

## Finálové účasti na turnajích ITF a ATP (31)

### Dvouhra - výhry (5–0)
| Stav  | Č. | Datum             | Turnaj             | Povrch | Soupeř ve finále | Výsledek      |
| Vítěz | 1. | 4. duben 2021     | Oeiras Portugalsko | antuka | Gastão Elias     | 6–4, 7–5      |
| Vítěz | 2. | 18. červenec 2021 | Iași Rumunsko      | antuka | Hugo Gaston      | 7–5, 4–6, 6–4 |
| Vítěz | 3. | 19. září 2021     | Štětín Polsko      | antuka | Kamil Majchrzak  | 7–64, 7–5     |
| Vítěz | 4. | 30. dubna 2023    | Ostrava Česko      | antuka | Máté Valkusz     | 6–3, 6–2      |
| Vítěz | 5. | 16. srpna 2025    | Sofie Bulharsko    | antuka | Murkel Dellien   | 6–2, 6–2      |

### Čtyřhra – výhry (16–14)
| Legenda                     |
| Grand Slam                  |
| ATP World Tour Finals       |
| ATP World Tour Masters 1000 |
| ATP World Tour 500          |
| ATP World Tour 250          |
| ATP Challenger Tour (9)     |

| Stav      | Č.  | Datum            | Turnaj               | Povrch | Partner             | Soupeři ve finále                    | Výsledek       |
| Finalista | 4.  | 12. říjen 2020   | Lisabon, Portugalsko | antuka | Harri Heliovaara    | Roberto Cid Subervi Goncalo Oliveira | 6–7, 6–4, 4–10 |
| Vítěz     | 12. | 5. prosinec 2020 | Maia, Portugalsko    | antuka | Andrea Vavassori    | Lloyd Glasspool Harri Heliövaara     | 6–3, 6–4       |
| Vítěz     | 13. | 15. srpen 2021   | San Marino           | antuka | Luis David Martínez | Rafael Matos Joao Menezes            | 1–6, 6–3, 10–3 |
| Vítěz     | 14. | 6. listopad 2021 | Bergamo              | tvrdý  | Jiří Lehečka        | Lloyd Glasspool Harri Heliövaara     | 6–4, 6–4       |
| Finalista | 5.  | 12. duben 2022   | Oeiras, Portugalsko  | antuka | Adam Pavlásek       | Nuno Borges Francisco Cabral         | 4–6, 0–6       |